# Meteco
Metèco (in greco antico: μέτοικος?, métoikos, plurale métoikoi) è il nome che si dava agli stranieri greci residenti nelle città-stato greche per un periodo di tempo determinato (probabilmente un anno), in particolare a quelli che risiedevano nell'Attica; questi erano obbligati a iscriversi in liste (per distinguerli dai cittadini), a trovare un protettore, il prosseneta (prostates, προστάτης), a pagare il metoikion (in greco antico: μετοίκιον?), un'imposta diretta sulla persona (in genere non c'erano imposizioni dirette per i cittadini, poiché sarebbe stata vista come un'ingerenza dello Stato) e a prestare servizio nell'esercito in contingenti separati.

## Storia
Nella tripartizione delle classi, i meteci occupavano una posizione intermedia tra i cittadini e i non liberi. I meteci non potevano essere proprietari di beni immobili, il cui possesso era concesso invece ai cittadini. Il metoikion consisteva in 12 dracme per gli uomini e 6 dracme per le donne che vivevano da sole.
I meteci erano esclusi dalla sfera politica, essendo la partecipazione alla cura degli affari della polis riservata ai cittadini. I meteci godevano di privilegi minori, ma avevano un importante ruolo economico, perché potevano avere attività commerciali e artigianali. Famosissimi meteci furono, in ambito filosofico e medico, Ippocrate di Coo, Anassagora di Clazomene, Protagora di Abdera, Aristotele, oppure artisti come Polignoto di Taso, o ancora storiografi e oratori come Erodoto di Alicarnasso, Lisia di Siracusa e Gorgia di Lentini.
Gli schiavi, o non liberi, al tempo definiti oggetti animati, non godevano di nessun diritto, tranne quello di non poter essere uccisi impunemente. Attraverso un atto formale, lo schiavo poteva diventare meteco e il meteco libero cittadino, purché l'atto fosse approvato dall'Ecclesia (con un quorum di 6000 cittadini); in alcuni casi i diritti si potevano perdere: il cittadino veniva esiliato a tempo indeterminato o, tramite la procedura di ostracismo, a tempo determinato (10 anni).